# گلی فرانسیس دهقانی
گلنار النور فرانسیس-دهقانی (انگلیسی: Guli Francis-Dehqani؛ زادهٔ ۲۸ خرداد ۱۳۴۵) با نام اصلی گلنار دهقانی تفتی اسقف انگلیکان بریتانیایی ایرانی‌تبار است که از سال ۲۰۲۱ اسقف چلمزفورد بوده است. او از سال ۲۰۱۷ تا ۲۰۲۱ به عنوان نخستین اسقف لافبورو، اسقف سافراگان در اسقف‌نشین لستر خدمت کرد.
گلی فرانسیس دهقانی یکی از نمایندگان کلیسای انگلستان در مراسم تاج‌گذاری چارلز سوم و کامیلا بود.

## آغاز زندگی
گلنار دهقانی در ۲۸ خرداد ۱۳۴۵ در اصفهان زاده شد. پدر او حسن دهقانی تفتی در نوجوانی از اسلام به مسیحیت تغییر دین داد. او نخستین اسقف ایرانی کلیسای انگلیکن و از اسقف‌های سرشناس ایران بود.

## سرکوب‌های نظام اسلامی

### انقلاب و آغاز فشار
به گفته گلی، تا پیش از انقلاب ۱۳۵۷ اسلامگرایان تندرو جرات بی‌احترامی به دیگران را نداشتند. اما از همان آغاز انقلاب تلاش کردند فعالیت‌های کلیسای انگلیکن در ایران را متوقف کنند. همزمان قوه قضائیه اموال کلیسا را مصادره کرد. خودداری پدر گلی فرانسیس از واگذاری اموال کلیسا و دارایی کارکنان به تشدید فشارها علیه کلیسا، شخص او و خانواده‌اش انجامید.

### سوء قصد به خانواده
در نخستین ماه‌های پس از انقلاب، به پدر و مادر گلی در اتاق خواب آنها سوءقصد شد. مادر گلی خود را سپر جان پدر گلی کرد و گلوله به دست مادرش خورد. اما هردو در نهایت جان سالم به در بردند.
در ۱۶ اردیبهشت ۱۳۵۹ دو مرد جوان وارد خودروی برادر ۲۴ ساله‌ گلی شده و پس از مکالمه‌ کوتاهی با بهرام، مستقیم به سر او شلیک کردند. به گفته گلی، دلیل احتمالی این قتل کشاندن پدر او به ایران بود. زیرا در هنگام قتل بهرام، پدر گلی در بریتانیا بود. در هم زمان کشیش ارسطو سیاح در شیراز به قتل رسید. قاتلان این دو هرگز شناسایی نشدند. پس از مدت کوتاهی دولت جمهوری اسلامی همه اموال کلیسای انگلیکن در ایران را به نفع خود مصادره کرد.

#### جایزه بهرام دهقانی
کالج مسیحی دانشگاه آکسفورد هر سال جایزه‌ای را به نام جایزه بهرام دهقانی تفتی به یکی از دانشجویان با استعداد در رشته فلسفه، سیاست و اقتصاد اهدا می‌کند.

## زندگی در بریتانیا

### تحصیل
پس از خاکسپاری بهرام، گلی به همراه خانواده به بریتانیا پناهنده شدند. او در سال ۱۹۸۹ از دانشگاه ناتینگهام در رشته موسیقی دانش‌آموخته شد. سپس در سال ۱۹۹۴ در رشته الهیات از دانشگاه بریستول کارشناسی و در سال ۱۹۹۹ در رشته الهیات از همان دانشگاه دکترا گرفت. عنوان پایان‌نامه او فمینیسم مذهبی در عصر امپراتوری: زنان مبلغ انجمن بشارت‌دهندگان کلیسای انگلستان در ایران، ۱۸۶۹ تا ۱۹۳۴ بود.
گلی فرانسیس دهقانی همزمان با تحصیل در مقطع دکترا از سال ۱۹۹۵ تا ۱۹۹۸ در مؤسسه آموزش الهیاتی جنوب شرق انگلستان برای کشیش شدن آموزش دید و در اوایل سال ۲۰۰۰ (میلادی) کشیش شد. او برای برای گذران زندگی کارمند شب‌کار استودیوهای بی‌بی‌سی بود.

### مقام اسقفی
در سال ۲۰۱۷ که برای نخستین‌بار زنان توانستند به مقام اسقفی کلیسای کاتولیک برسند، او از سوی الیزابت دوم بعنوان یازدهمین زنی انتخاب شد که در کلیسای انگلستان به مقام اسقفی رسید. گلی دهقانی هم‌اکنون به‌عنوان اسقف چلمزفورد در جنوب شرق انگلستان فعالیت می‌کند. چون این منطقه دومین حوزه‌ پرجمعیت کلیسای انگلستان است، او بر دو اسقف دیگر نیز نظارت دارد. وی همزمان مسئولیت «اسقف امور مسکن کلیسا» را نیز بر عهده دارد. او به‌عنوان یکی از لردهای روحانی، عضو مجلس اعیان بریتانیا است. گلی فرانسیس دهقانی، مخالفت سیاست‌های ضد مهاجرتی دولت بریتانیا است.